# Râul Preseaca
Râul Preseaca este un curs de apă, afluent al râului Bâsca Chiojdului. 